# Napoli Ma.Ma. Futsal
L'Associazione Sportiva Dilettantistica Napoli Ma.Ma. Futsal, già Marigliano-Marcianise Calcio a 5, è stata una squadra italiana di calcio a 5 con sede a Caivano, che rappresentava le città di Marcianise e di Marigliano.

## Storia
La società nasce nell'estate del 2009 come A.S.D. Marigliano Marcianise Calcio a 5 dalla fusione tra il Marcianise e la Azzurra Marigliano. Questa società era sua volta nata da una fusione tra A.S. Marigliano '94 Calcio a 5 (che nell'estate del 2006 aveva già assorbito il Napoli Five) e A.S.D. Azzurra Sant'Alfonso Pagani avvenuta nel maggio dell'anno precedente. 
Nella stagione 2009-10 il Marigliano Marcianise giunge ottavo nel girone B di Serie A2, mentre nella stagione seguente effettua una fusione con il Napoli Barrese concludendo il campionato al nono posto. Nell'estate del 2011 si ha il cambio di denominazione in Napoli Ma.Ma. spostando la sede da Marcianise a Caivano. 
Al termine della terza stagione di A2, nell'estate del 2012 il Napoli Ma.Ma. si fonde a sua volta con lo Scafati Santa Maria dando vita al Napoli Santa Maria Scafati.

## Colori e simbolo

### Colori
Il colore della maglia del Napoli Ma.Ma., così come quella del Marigliano Marcianise, era l'azzurro.

## Stadio
La società giocava le proprie partite casalinghe nella palestra della Scuola Media "Elia Aliperti".

## Organigramma
- Presidente: Massimo Oranges
- Allenatore: Ivan Oranges
- Team manager: Marcello Esposito
- Direttore generale: Nicola Cuccaro